# Le Mesnil-Rouxelin
 Le Mesnil-Rouxelin  es una población y comuna francesa, situada en la región de Baja Normandía, departamento de Mancha, en el distrito de Saint-Lô y cantón de Saint-Lô-Ouest.

## Demografía
| 271 | 278 | 242 | 310 | 387 | 440 |
| Para los censos de 1962 a 1999 la población legal corresponde a la población sin duplicidades (Fuente: INSEE [Consultar]) |     |     |     |     |     |